# Alexander Scholz
Alexander Scholz (Copenhague, 24 de octubre de 1992) es un futbolista danés que juega de defensa en el F. C. Tokyo de la J1 League.

## Selección nacional
Scholz fue internacional sub-19 y sub-21 con la selección de fútbol de Dinamarca.

## Clubes
| Club               | País      | Año       |
| ------------------ | --------- | --------- |
| Vejle Boldklub     | Dinamarca | 2010-2012 |
| Stjarnan Garðabær  | Islandia  | 2012      |
| K. S. C. Lokeren   | Bélgica   | 2012-2015 |
| Standard de Lieja  | Bélgica   | 2015-2018 |
| Club Brujas        | Bélgica   | 2018      |
| F. C. Midtjylland  | Dinamarca | 2018-2021 |
| Urawa Red Diamonds | Japón     | 2021-2024 |
| Al-Wakrah S. C.    | Catar     | 2024-2025 |
| F. C. Tokyo        | Japón     | 2025-     |

## Palmarés

### Títulos nacionales
| Título                      | Club               | País      | Año  |
| --------------------------- | ------------------ | --------- | ---- |
| Copa de Bélgica             | K. S. C. Lokeren   | Bélgica   | 2014 |
| Copa de Bélgica             | Standard de Lieja  | Bélgica   | 2016 |
| Primera División de Bélgica | Club Brujas        | Bélgica   | 2018 |
| Supercopa de Bélgica        | Club Brujas        | Bélgica   | 2018 |
| Copa de Dinamarca           | F. C. Midtjylland  | Dinamarca | 2019 |
| Superliga de Dinamarca      | F. C. Midtjylland  | Dinamarca | 2020 |
| Copa del Emperador          | Urawa Red Diamonds | Japón     | 2021 |
| Supercopa de Japón          | Urawa Red Diamonds | Japón     | 2022 |

### Títulos internacionales
| Título                      | Club (*)           | Sede                   | Año  |
| --------------------------- | ------------------ | ---------------------- | ---- |
| Liga de Campeones de la AFC | Urawa Red Diamonds | Arabia Saudita y Japón | 2022 |

(*) Incluyendo la selección.